# Ambry Thomas
Ambry Thomas (geboren am 9. September 1999 in Detroit, Michigan) ist ein US-amerikanischer American-Football-Spieler auf der Position des Cornerbacks. Er spielt für die San Francisco 49ers in der National Football League. Zuvor spielte er College Football für Michigan und wurde in der dritten Runde im NFL Draft 2021 von den San Francisco 49ers ausgewählt. Seit 2024 steht er bei den Minnesota Vikings unter Vertrag.

## Frühe Jahre
Thomas besuchte die Martin Luther King High School in Detroit, wo er Wide Receiver und Cornerback spielte. Er spielte im 2017er U.S. Army All-American Bowl. Thomas entschied sich, für die Michigan Wolverines der University of Michigan College Football zu spielen.

## College
In den Saisons 2017 und 2018 war Thomas meistens Backup und hatte dementsprechend wenig Spielzeit. In den beiden Saisons konnte er 16 Tackles und eine Interception zusammen verbuchen. Vor der Saison 2019 wurde er einen Monat im Krankenhaus behandelt, da bei ihm Kolitis diagnostiziert wurde. Er dachte zunächst, dass er das Jahr aussetzen müsste. Stattdessen wurde er zum Starter benannt. Er startete in allen 13 Spielen und konnte 38 Tackles machen sowie drei Interceptions fangen. Aufgrund der COVID-19-Pandemie entschied er sich, die Saison 2020 auszusetzen und sich für den NFL Draft 2021 anzumelden.

## NFL
Thomas wurde im NFL Draft 2021 in der dritten Runde mit dem 102. Pick von den San Francisco 49ers ausgewählt. Am 23. Juli 2021 unterschrieb er einen Vierjahresvertrag.
In Woche 14 der Saison 2021 startete er beim 26:23-Sieg gegen die Cincinnati Bengals sein erstes Spiel, nachdem Emmanuel Moseley und Dontae Johnson ausfielen. Thomas startete auch die nächsten vier Spiele, nachdem er immer bessere Leistungen zeigte. In Woche 18 konnte er in Overtime seine erste Interception von Matthew Stafford fangen. Durch diese Interception gewannen die 49ers mit 27:24 und zogen in die Play-offs ein. Dort erreichte er mit den 49ers nach Siegen gegen die Dallas Cowboys und Green Bay Packers das NFC Championship Game, welches sie mit 17:20 gegen die Los Angeles Rams verloren.
In der Saison 2024 wurde Thomas wegen eines gebrochenen Unterarms vor Saisonbeginn auf die Injured Reserve List gesetzt. Am 17. Dezember 2024 wurde er von den 49ers entlassen, da sein Vertrag ohnehin zum Saisonende ausgelaufen wäre. Daraufhin nahmen die Indianapolis Colts ihn über die Waiver-Liste unter Vertrag, entließen ihn jedoch wegen eines gescheiterten Medizinchecks wieder. Kurz darauf nahmen die Minnesota Vikings Thomas für ihren Practice Squad unter Vertrag, ohne 2024 noch zu einem Einsatz zu kommen. Im Januar 2025 unterschrieb er einen Vertrag für die Saison 2025 in Minnesota.

### NFL-Statistiken
| Saison                             | Saison | Spiele | Spiele      | Tackles | Tackles | Tackles | Tackles | Interceptions | Interceptions | Interceptions | Interceptions | Interceptions | Fumbles | Fumbles | Fumbles |
| Jahr                               | Team   | Spiele | als Starter | Gesamt  | Solo    | Ast     | Sacks   | PD            | INT           | Yds           | Lng           | TD            | FF      | FR      | TD      |
| ---------------------------------- | ------ | ------ | ----------- | ------- | ------- | ------- | ------- | ------------- | ------------- | ------------- | ------------- | ------------- | ------- | ------- | ------- |
| 2021                               | SF     | 12     | 5           | 23      | 17      | 6       | 0,0     | 5             | 1             | 0             | 0             | 0             | 0       | 0       | 0       |
| 2022                               | SF     | 15     | 0           | 13      | 9       | 4       | 0,0     | 0             | 0             | 0             | 0             | 0             | 0       | 0       | 0       |
| 2023                               | SF     | 15     | 6           | 43      | 35      | 8       | 0,0     | 7             | 1             | 2             | 2             | 0             | 1       | 0       | 0       |
| Gesamt                             | Gesamt | 42     | 11          | 79      | 61      | 18      | 0,0     | 12            | 2             | 2             | 2             | 0             | 1       | 0       | 0       |
| Quelle: pro-football-reference.com |        |        |             |         |         |         |         |               |               |               |               |               |         |         |         |